# Karolewo (gmina Ostroróg)
Karolewo – osada w Polsce położona w województwie wielkopolskim, w powiecie szamotulskim, w gminie Ostroróg. Miejscowość zlokalizowana jest w odległości około 2 kilometrów na wschód od Ostroroga, przy drodze wojewódzkiej nr 184. Razem z Piaskowem tworzy sołectwo Karolewo-Piaskowo.
W XVIII wieku Karolewo było folwarkiem rodziny Kwileckich, w 1848 roku przejęte przez pruskie władze, a następnie do 1939 roku stanowiło własność Leleszów.
W miejscowości zachował się murowany, parterowy dworek z XIX wieku wraz z resztkami dawnego parku dworskiego.
W latach 1975–1998 miejscowość należała administracyjnie do województwa poznańskiego.